# ميخائيل كينيدي
ميخائيل كينيدي (بالإنجليزية: Mikhail Kennedy)‏ (18 أغسطس 1996 بديري في أيرلندا الشمالية - ) هو لاعب كرة قدم بريطاني في مركز الهجوم. شارك مع منتخب أيرلندا الشمالية تحت 17 سنة لكرة القدم ومنتخب أيرلندا الشمالية تحت 19 سنة لكرة القدم ومنتخب أيرلندا الشمالية تحت 21 سنة لكرة القدم. أما مع النوادي، فقد لعب مع تشارلتون أثلتيك وVCD Athletic F.C. ‏.

## وصلات خارجية
- ميخائيل كينيدي على موقع قاعدة بيانات كرة القدم.إي يو (الإنجليزية)